# Каразейское сельское поселение
Каразейское сельское поселение  или Каразейское муниципальное образование — муниципальное образование со статусом сельского поселения в Куйтунском районе Иркутской области России. Административный центр — Каразей.

## Население
| 2010  | 2011  | 2012  | 2013  | 2014  | 2015  | 2016  |
| ----- | ----- | ----- | ----- | ----- | ----- | ----- |
| 1196  | ↘1190 | ↘1170 | ↘1160 | ↘1154 | ↗1155 | ↘1144 |
| 2017  |       |       |       |       |       |       |
| ↘1125 |       |       |       |       |       |       |

По результатам Всероссийской переписи населения 2010 года численность населения муниципального образования составила 1196 человек, в том числе 575 мужчин и 621 женщина.

## Населённые пункты
В состав муниципального образования входят населённые пункты:
- Каразей
- Таган